# Hofgericht Wittenberg
Das Hofgericht Wittenberg war ein für den Kurkreis im ernestinischen Kurfürstentum Sachsen 1529 eingerichtetes eigenes Hofgericht. Es blieb auch nach 1547 im albertinischen Kurfürstentum Sachsen bestehen.
Seine Aufgaben und seine Verfassung entsprachen denen des Oberhofgerichts Leipzig. Das Hofgericht wurde 1814 aufgelöst.